# Isabella van Croÿ (1890-1982)
Isabella Antonia Eleonora Nathalie Clementine van Croÿ (Bayreuth, 7 oktober 1890 - Starnberg, 30 maart 1982) was een prinses uit het Huis Croÿ.
Zij was het tweede kind van Karel Alfred van Croÿ en Ludmilla van Arenberg. Ze was vernoemd naar haar tante, de Oostenrijkse aartshertogin Isabella.
Op 8 juli 1912 trouwde ze met Frans Maria Luitpold van Beieren, de derde zoon van de Beierse koning Lodewijk III en Maria Theresia Henriëtte van Oostenrijk-Este. Het paar kreeg de volgende kinderen:
- Lodewijk Karel (22 juni 1913 - 17 oktober 2008)
- Maria Elisabeth (9 september 1914 - 13 mei 2011)
- Adelgunde Maria van Beieren (9 juni 1917 - 2004)
- Eleonore Maria (11 september 1918 - 2009)
- Dorothea Therese (25 mei 1920 - 2015[1])
- Rasso (24 mei 1926 - 14 september 2011[2])